# Colemore
Colemore est un village du Hampshire à environ 8 km au nord-ouest de Petersfield. Il a été réuni en 1932 à   Priors Dean pour former la paroisse civile de Colemore and Priors Dean. 
L’ancienne église paroissiale  de  St Peter ad Vincula ( St. Pierre enchaîné) date du XIIe siècle.  Elle n’est maintenant plus utilisée  et a été mise sous la responsabilité de l'Association pour la conservation des églises (Churches Conservation Trust).
Les frères John Greaves (1602-1652), Edward Greaves (médecin) et  Thomas Greaves (orientaliste) étaient tous fils du recteur de la paroisse et sont nés dans le village. Un autre orientaliste, Richard Pococke (1704-1765), était aussi le fils d’un recteur de cette paroisse.

## Sources
- William Page, Victoria County History: A History of the County of Hampshire, vol. 4, 1911, p. 423–425